# Xia Xinyi
Xia Xinyi (Chinês: 夏欣怡; pinyin: Xià Xīnyí; Ürümqineiro de 1997) é uma voleibolista de praia chinesa.

## Carreira
No ano de 2013 forma dupla com Xue Chen sendo campeãs nos Abertos de Phuket e Durban no Circuito Mundial de 2013, já na temporada seguinte conquistaram o terceiro lugar no Aberto de Fuzhou e o terceiro lugar no Aberto de Puerto Vallarta, sagraram-se medalhistas de bronze na edição do Campeonato Asiático de Vôlei de Praia em Jinjiang.
Em 2015 terminou na quarta posição ao lado de Ma Yuanyuan na edição do Campeonato Asiático de Vôlei de Praia em Hong Kong.E ao lado de Xue Chen sagrou-se medalhista de ouro no disputaram o Campeonato Asiático de Vôlei de Praia de 2016 em Sydney, juntas obtiveram o vice-campeonato no Aberto de Cincinnati pelo Circuito Mundial de 2016, finalizaram também na terceira posição na etapa da Continental Cup Finals de 2016 em Cairns.
A partir de 2017 esteve com Wen Shuhui e foram vice-campeãs no Aberto de Nanjing e campeãs do Aberto de Nantong pelo Circuito Mundial de Vôlei de Praia, categoria duas estrelas.Em 2018  disputou o Campeonato Asiático de Vôlei de Praia realizado em Satun  ao lado de Wang Xinxin e finalizaram na quarta posição.No final de 2017 esteve com Wang Fan terminando na quarta colocação no Aberto de Qinzhou e vice-campeãs do Aberto de Lucerna, categoria tres estrelas, vice-campeãs no duas estrelas do Aberto de Sydney e Aberto de Nanjing.
Ao lado de Wang Xinxin terminou na quarta posição na edição do Campeonato Asiático de Vôlei de Praia de 2018 realizado em Satun.Com Wang Fan terminou na quarta posição no Aberto de Sydney, categoria tres estrelas, válido elo Circuito Mundial de 2019. 
Com Xue Chen, foi medalhista de ouro nos Jogos Asiáticos de 2022.

## Títulos e resultados
- 2* de Nantong do Circuito Mundial de 2017
- Aberto de Durban do Circuito Mundial de 2013
- Aberto de Phuket do Circuito Mundial de 2013
- 4* de Chetumal do Circuito Mundial de 2020
- 1* de Sydney do Circuito Mundial de 2018
- 3* de Lucerna do Circuito Mundial de 2018
- 1* de Nanjing do Circuito Mundial de 2018
- 2* de Nanjing do Circuito Mundial de 2017
- Aberto de Puerto Vallarta do Circuito Mundial de 2014
- Aberto de Fuzhou do Circuito Mundial de 2014
- 3* de Sydney do Circuito Mundial de 2019
- 4* de Qinzhou do Circuito Mundial de 2018
- Campeonato Asiático:2018
- Campeonato Asiático:2015